# NGC 2787
NGC 2787 هي مجرة محدبة ضلعية تقع على بعد 24 مليون سنة ضوئية تقريباً من كوكب الأرض وتقع في كوكبة الدب الأكبر. أخذ مرصد هابل الفضائي في عام 1999 نظرة على NGC 2787. كتلة الثقب الأسود الهائل في وسطها هي 4.1+0.4
−0.5×107 M☉.

## الانبعاثات النووية
تحتوي مجرة NGC 2787 على منطقة خط أنبعاثات نووي منخفض التأين، وهي نوع من المناطق التي تتميز بخط انبعاثات طيفي من ذرات متأينة بشكل ضعيف. مناطق الانبعاث النووي شائعة جدا في المجرات العدسية، فحوالي خمس المجرات العدسية القريبة من الأرض تحتوي على مناطق خطوط انبعاثات نووية منخفضة التأيين.

## وصلات خارجية
- مجرة جريحة
- NGC 2787 على موقع ESA/Hubble